# Скурстене, Велта
Велта Владимировна Скурстене (латыш. Velta Skurstene; 19 декабря 1930, Талси — 12 ноября 2022) — советская и латвийская актриса. Заслуженная артистка Латвийской ССР (1966).

## Биография
С 1953 по 1989 — актриса латышской труппы Рижского ТЮЗа. Исполняла главные роли в «Снежной королеве» Е. Шварца, «Спридитисе» А. Бригадере, «Приключениях Буратино» А. Толстого, а также роль ослика Иа в «Винни-Пухе» А. Милна. С 1956 по 1958 год — в Государственном кукольном театре, где сыграла главную роль в спектакле «Макс и Мориц». Озвучивала мультфильмы, работала на Латвийском радио.
Скончалась 12 ноября 2022 года.

## Творчество

### Роли в театре

#### Рижский ТЮЗ
- 1959 — «Снежная королева» (латыш. "Sniega karaliene") Евгения Шварца — Кей
- 1959 — «И так и этак, всё ничего» (латыш. "Šis un tas itnekas") Яниса Акуратера — Уточка

### Фильмография
- 1962 — Закон Антарктиды — де Ги
- 1967 — Часы капитана Энрико — учительница
- 1977 — И капли росы на рассвете — мать Хуго

### Озвучивание
- 1977 — По-По-Дру — мальчик Петя